# پدرو لوکاس
پدرو لوکاس (انگلیسی: Pedro Lucas؛ زادهٔ ۵ سپتامبر ۱۹۹۸) بازیکن فوتبال اهل برزیل است.
از باشگاه‌هایی که در آن بازی کرده‌است می‌توان به باشگاه ورزشی اینترناسیونال اشاره کرد.